# Sokkelund Herred
Sokkelund Herred omfattede geografisk en stor del af det tidligere Københavns Amt.
Navnet stammer måske fra en lille skov nær Buddinge. I skoven var der et tingsted, hvor storbønderne stemte (tingte) ved at kaste en stok. Stokkene skar de i en nærliggende lund; Stokkelund.
I Sokkelund Herred og København er der 11 provstier med følgende sogne:

## Amagerbro Provsti
Består af følgende sogne:
- Allehelgens Sogn
- Christians Sogn
- Filips Sogn
- Højdevangs Sogn
- Islands Brygges Sogn
- Nathanaels Sogn
- Simon Peters Sogn
- Solvang Sogn
- Sundby Sogn
- Sundkirkens Sogn
- Vor Frelsers Sogn

## Amagerland Provsti
Består af følgende sogne:
- Tårnby Sogn
- Kastrup Sogn
- Skelgårds Sogn
- Korsvejens Sogn
- Dragør Sogn
- Store Magleby Sogn

## Bispebjerg-Brønshøj Provsti
Består af følgende sogne:
- Ansgar Sogn
- Bellahøj Sogn
- Bispebjerg Sogn
- Brønshøj Sogn
- Emdrup Sogn
- Husum Sogn
- Husumvold Sogn
- Kapernaums Sogn
- Tagensbo Sogn
- Tingbjerg Sogn
- Utterslev Sogn

## Frederiksberg Provsti
Består af følgende sogne:
- Flintholm Sogn
- Frederiksberg Slotssogn
- Frederiksberg Sogn
- Godthaabs Sogn
- Lindevang Sogn
- Mariendals Sogn
- Sankt Lukas Sogn
- Sankt Markus Sogn
- Sankt Thomas Sogn
- Solbjerg Sogn

## Holmens Provsti
Består af følgende sogne:
- Frederiks Sogn
- Garnisons Sogn
- Holmens Sogn
- Kastels Sogn
- Sankt Pauls Sogn
- Østervold Sogn

## Kongens Lyngby Provsti
Består af følgende sogne:
- Christians Sogn
- Gammel Holte Sogn
- Kongens Lyngby Sogn
- Lundtofte Sogn
- Ny Holte Sogn
- Nærum Sogn
- Sorgenfri Sogn
- Søllerød Sogn
- Taarbæk Sogn
- Vedbæk Sogn
- Virum Sogn

## Nørrebro Provsti
Består af følgende sogne:
- Anna Sogn
- Bethlehem Sogn
- Blågårdens Sogn
- De Gamles Bys Sogn
- Kingos Sogn
- Samuels Sogn
- Sankt Johannes Sogn
- Sankt Stefans Sogn
- Simeons Sogn

## Rødovre-Hvidovre Provsti
Består af følgende sogne:
- Avedøre Sogn,

(Avedøre sogn ligger i Smørum Herred)
- Grøndalslund Sogn
- Hendriksholm Sogn
- Hvidovre Sogn, ved grænsen mellem Sokkelund Herred og Smørum Herred.
- Islev Sogn
- Risbjerg Sogn
- Rødovre Sogn, ved grænsen mellem Sokkelund Herred og Smørum Herred.
- Strandmarks Sogn

## Valby-Vanløse Provsti
Består af følgende sogne:
- Advents Sogn
- Grøndals Sogn
- Hyltebjerg Sogn
- Johannes Døbers Sogn
- Margrethe Sogn
- Timotheus Sogn
- Valby Sogn
- Vanløse Sogn
- Vigerslev Sogn
- Aalholm Sogn

## Vesterbro Provsti
Består af følgende sogne:
- Absalons Sogn
- Apostelkirkens Sogn
- Elias Sogn
- Enghave Sogn
- Frederiksholm Sogn
- Gethsemane Sogn
- Kristkirkens Sogn
- Maria Sogn
- Sankt Matthæus Sogn
- Sjælør Sogn

## Vor Frue Provsti
Består af seks sogne med syv kirker:
- Fredens-Nazaret Sogn: Fredens Kirke – Nazaret Kirke
- Helligånds Sogn: Helligåndskirken
- Sankt Andreas Sogn: Sankt Andreas Kirke
- Trinitatis Sogn: Trinitatis Kirke
- Vor Frue Sogn: Vor Frue Kirke

## Østerbro Provsti
Består af følgende sogne:
- Aldersro Sogn
- Davids Sogn
- Frihavns Sogn
- Hans Egedes Sogn
- Kildevælds Sogn
- Lundehus Sogn
- Rosenvænget Sogn
- Sankt Jakobs Sogn
- Sions Sogn